# Moovly
Moovly es una plataforma multimedia que permite a las personas crear contenido atractivo, haciéndolo asequible, intuitivo y simple. Es una  herramienta 2.0 para crear animaciones y vídeos. Las animaciones creadas con Moovly se comparten en la red en formato vídeo exportándolas a Youtube y a Facebook. Ofrece servicio gratuito y de pago, dependiendo de las necesidades de cada uno.

## Historia
Fue fundada en Bélgica en noviembre de 2012 por Brendon Grunewald y Geert Coppens con la visión de "convertirse en la plataforma número uno para comprometer la creación de contenido multimedia personalizable". La misión de la compañía es "Permitir a todos crear contenido multimedia atractivo haciéndolo asequible, intuitivo y simple".